# Pierwszy rząd Jacques’a Santera i Jacques’a Poosa
Pierwszy rząd Jacques’a Santera i Jacques’a Poosa – rząd Luksemburga pod kierownictwem premiera Jacques’a Santer i wicepremiera Jacques’a Poosa.
Gabinet został powołany 20 lipca 1984 po wyborach parlamentarnych z tego samego roku. Rząd utworzyły Chrześcijańsko-Społeczna Partia Ludowa (CSV) oraz Luksemburska Socjalistyczna Partia Robotnicza (LSAP). Funkcjonował przez całą kadencję. 14 lipca 1989, po kolejnych wyborach, został zastąpiony przez drugi rząd Jacques’a Santera i Jacques’a Poosa.

## Skład rządu
- Jacques Santer (CSV)
  - premier, minister stanu, minister finansów
- Jacques Poos (LSAP)
  - wicepremier, minister spraw zagranicznych, handlu zagranicznego i współpracy rozwojowej, minister gospodarki i ds. klasy średniej, minister skarbu, od 15 lipca 1988 minister zdrowia
- Bernard Berg (LSAP)
  - minister zdrowia (do 15 lipca 1988), minister zabezpieczenia społecznego
- Robert Krieps (LSAP)
  - minister sprawiedliwości, minister kultury, minister środowiska
- Fernand Boden (CSV)
  - minister edukacji i młodzieży, minister turystyki
- Jean Spautz (CSV)
  - minister spraw wewnętrznych, minister rodziny, mieszkalnictwa socjalnego i solidarności społecznej
- Jean-Claude Juncker (CSV)
  - minister pracy, minister delegowany ds. budżetu
- Marcel Schlechter (LSAP)
  - minister transportu, minister robót publicznych, minister energii
- Marc Fischbach (CSV)
  - minister rolnictwa i winogrodnictwa, minister sił policyjnych, minister służb publicznych, minister ds. kultury fizycznej i sportu
- Johny Lahure (LSAP)
  - sekretarz stanu
- René Steichen (CSV)
  - sekretarz stanu
- Robert Goebbels (LSAP)
  - sekretarz stanu